# Beekkant (metrostation)
Beekkant is een station van de Brusselse metro, gelegen in de Brusselse gemeente Sint-Jans-Molenbeek.

## Geschiedenis
Het metrostation bevindt zich aan de noordzijde van een uitgestrekt voormalig goederenstation Brussel-West dat definitief sloot in 1984. Station Beekkant werd geopend op 8 mei 1981, waarna het ruim een jaar dienstdeed als eindpunt van de oost-westlijn (lijn 1A/B). Het station werd genoemd naar de Maalbeek, een beekje dat ter hoogte van het metrostation de huidige metrolijn kruiste; tevens de beek die haar naam gaf aan Sint-Jans-Molenbeek. Het station ligt aan de oostzijde van de Molenbeekse wijk Ossegem.
Op 6 oktober 1982 werden beide takken verlengd naar Bockstael respectievelijk Sint-Guido. De noordwestelijke tak naar Bockstael en de Heizel was echter altijd al voorzien voor metrolijn 2. Het zou echter tot 2009 duren eer de treinen van de noordwestelijke tak de sporen van de kleine ring (metrolijn 2) konden oprijden. Vanwege de sporensituatie in het station moesten treinen van lijn 1A (uit noordelijke richting komend van Zwarte Vijvers en hun reis opnieuw in noordelijke richting vervolgend richting Ossegem en vice versa) er van rijrichting wisselen. Aangezien de bestuurder hiervoor naar het andere uiteinde van de trein moest lopen was dit een tijdrovende praktijk. Dit 'ongemak' bleef bestaan tot in 2009, wanneer de verbinding tussen het Weststation en de bestaande metrolijn 2 in gebruik genomen kon worden. Bij de herstructurering van het metronet, die plaatshad in het voorjaar van 2009, werd de noordelijke tak richting Koning Boudewijn, bediend door de vanuit het zuiden komende lijnen 2 (beperkt tot station Simonis) en 6.

## Situering
Het ondergrondse metrostation bevindt zich parallel aan spoorlijn 28, tussen de Alphonse Vandenpeereboomstraat en de Dubois-Thornstraat. Het toegangsgebouw bevindt zich aan de westzijde (Dubois-Thornstraat). Vanuit de stationshal leidt een voetgangersbrug over de spoorlijn en het voormalige goederenterrein naar de Vandenpeerenboomstraat. Beekkant is een van de drie Brusselse metrostations waar alle metrolijnen (1, 2, 5 en 6) samenkomen en telt als splitsingsstation vier sporen, gelegen langs twee eilandperrons.
Animatie van de treinenloop in station Beekkant voor de herstructurering van het net. Tegenwoordig behoort het keren van treinen tot het verleden. Opvallend is ook het linkse verkeer dat hiervoor nodig was tussen Beekkant en Koning Boudewijn.

## Afbeeldingen

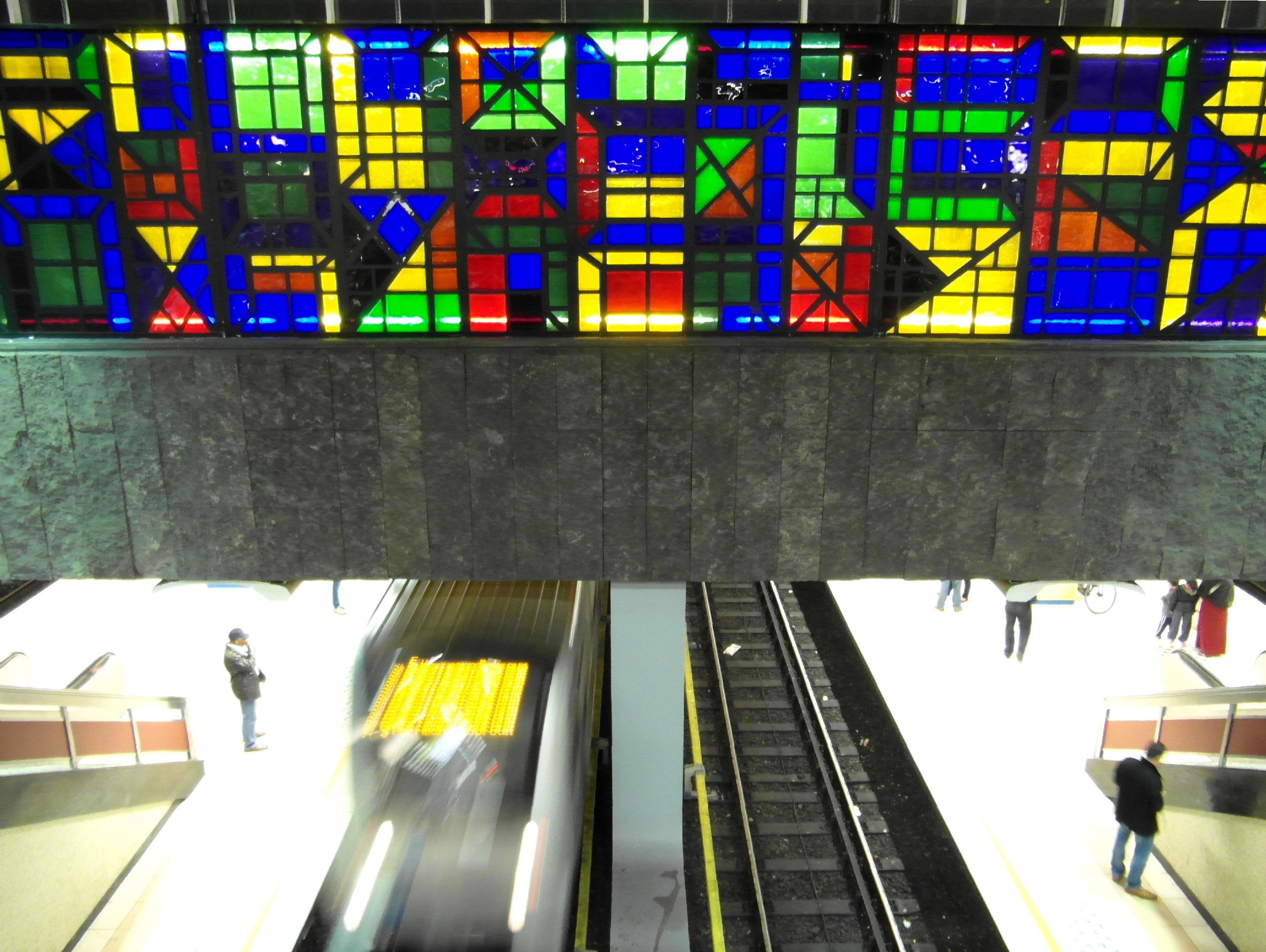
Kunst boven de sporten van het metrostation.
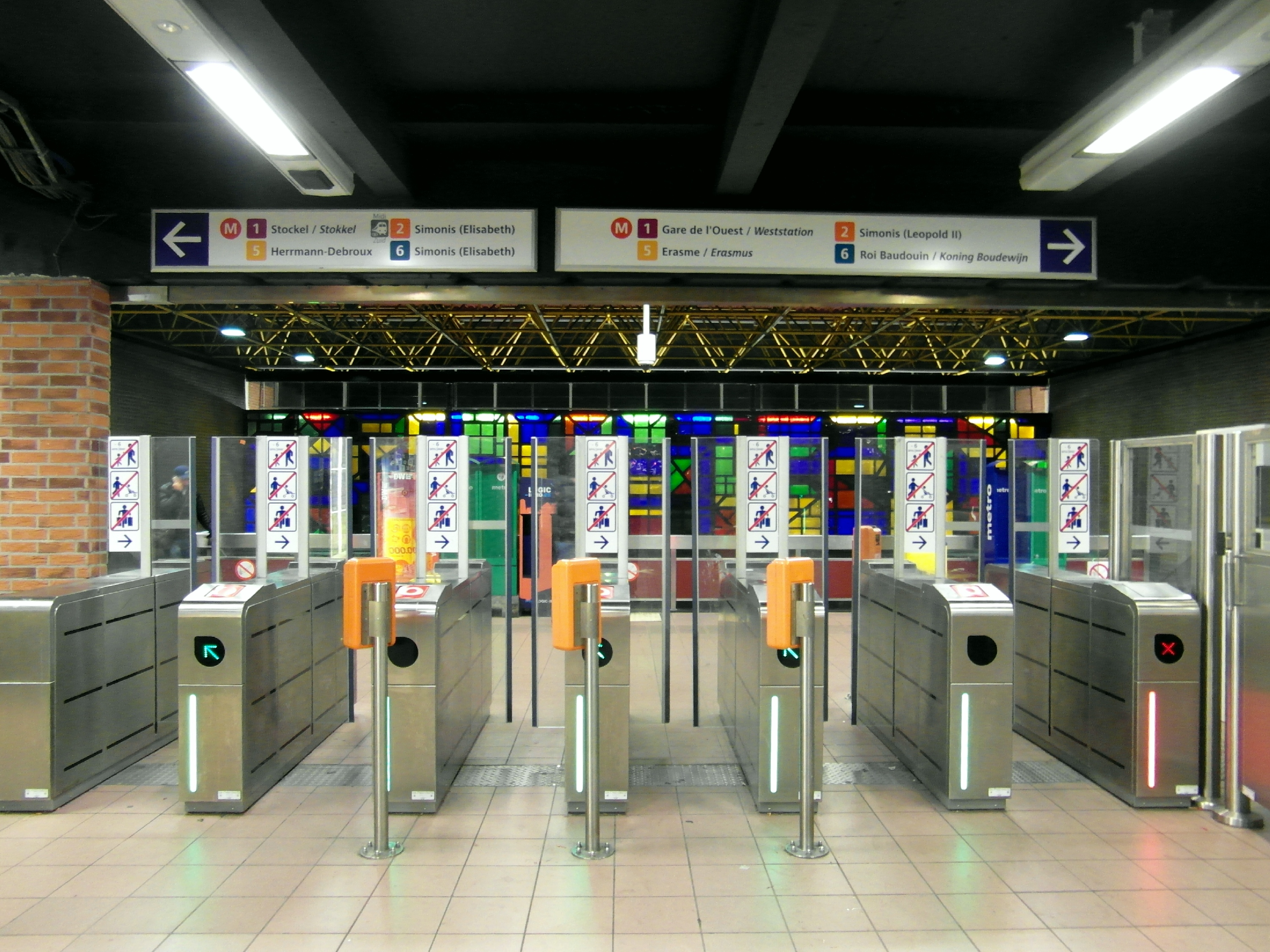
Bewegwijzering van de vier metrolijnen.